# ロックウェル硬さ

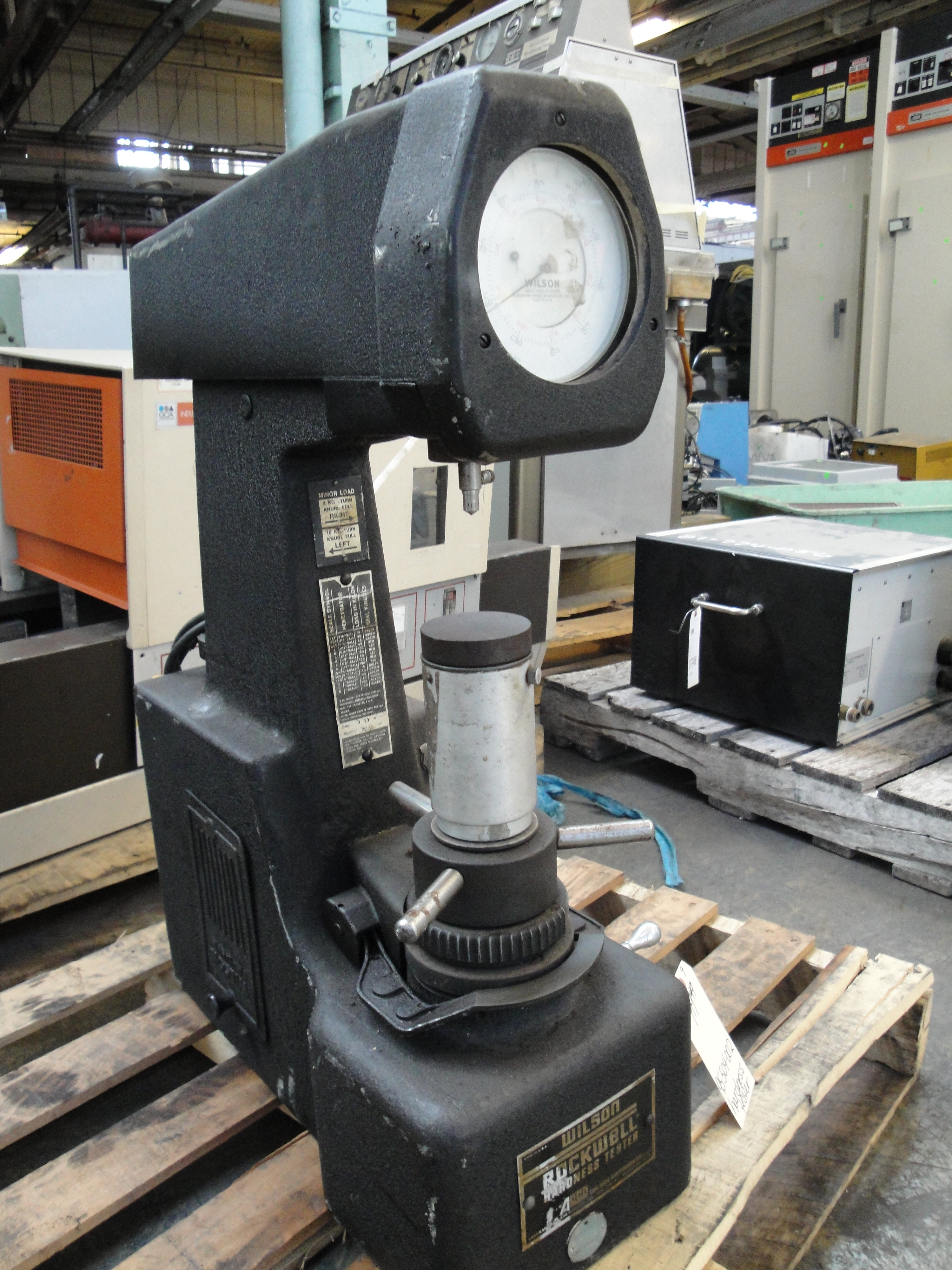
ロックウェル硬さの試験機。

ロックウェル硬さ（ロックウェルかたさ、英: Rockwell hardness）は、工業材料の硬さを表す尺度の一つであり、押込み硬さの一種である。記号はHR。実際に使われる際は、HRAやHRCなど使用したスケール名をつけて記述する。スケールについては後述する。

## 概要
ロックウェル硬さ試験法はアメリカ合衆国のヒュー・M・ロックウェル（Hugh M. Rockwell、1890年 – 1957年）とスタンリー・P・ロックウェル（Stanley P. Rockwell、1886年 – 1940年）により1914年7月15日に特許が申請された。
それまで鋼の硬さの試験にはブリネル硬さが使われていたが、ブリネル硬さは式の計算に時間がかかり計算に知識も必要なため、もっと簡単に計算するために考え出されたものであった。
国際標準化機構では ISO 6508-1 で金属の、ISO 2039-2 でプラスチックのロックウェル試験が、日本産業規格では JIS Z 2245 でロックウェル試験が規定されている。
試験機の操作が簡単な上、くぼみの大きさはコンマ数mmと小さいため、熱処理工場などで部品の表面の硬さを評価する場合等によく用いられる。
ロックウェル硬さは金属のスケールだけでなく、樹脂用のスケールもある。HRR50以下は、ロックウェル硬さによる計測が適切でなくデュロメータ硬さを選択することが望ましい。異なるスケールで計測した値を比較するには換算表・換算式にあてはめる必要がある。

## 歴史
1908年、ウィーン工科大学教授のポール・ラドウィックは著書『独: Die Kegelprobe』(Ludwik 1908)の中で、深さ方向の硬度測定法を考案した。当時の深さ方向の硬度測定法は、バックラッシュや表面の欠陥など、システムの機械的誤差を差し引いて測定するものであった。スウェーデンで発明されたブリネル硬さ試験は、それより前の1900年に開発されたが、時間がかかり、焼き入れ鋼には使えないなどの欠点があった。
アメリカ・コネチカット州のヒュー・M・ロックウェル（1890年 - 1957年）とスタンリー・P・ロックウェル（1886年 - 1940年）は、差動式硬度計「ロックウェル硬さ試験機」を共同で発明した。1914年7月15日に特許を申請した。この試験機は、鉄製ベアリングの軌道面に施された熱処理の効果を迅速に判定することだった。その後、1919年2月11日に出願が認められ、米国特許1,294,171号を取得した。発明当時、ヒューとスタンリーは、コネチカット州ブリストルのニュー・デパーチャー・マニュファクチャリング社に勤務していた。ニュー・デパーチャー社は、1916年にユナイテッド・モーターズ社の傘下に入り、その後まもなくゼネラル・モーターズ社の傘下に入った大手ボールベアリングメーカーである。
コネチカット州の会社を辞めた後、ニューヨーク州シラキュースにいたスタンリー・ロックウェルは、1919年9月11日にオリジナルの発明の改良を申請し、1924年11月18日に承認された。1919年9月11日に出願し、1924年11月18日に認可され、米国特許1,516,207を取得したロックウェルはコネチカット州ウェストハートフォードに移り、1921年にさらに改良を加えた。スタンリーは、1920年にウィルソン・マウレン社の計器メーカーであるチャールズ・H・ウィルソンと協力して、自分の発明を商品化し、標準化された試験機を開発した。スタンリーは、1923年頃に熱処理会社であるスタンレー・P・ロックウェル社を設立し、現在もコネチカット州ハートフォードに存在している。後にウィルソン・メカニカル・インストゥルメント・カンパニーとなった会社は、長年にわたって所有者が変わり、1993年にインストロン社に買収された。

## 試験方法

ロックウェル硬さの原理。（鋼球圧子の場合）

ロックウェル硬さは、まず試験面（基準面）に基本荷重F0 をかける。次に試験荷重F1 を足したF0 + F1 の力を加え、塑性変形させる。その負荷を基準荷重F0 に戻し、この時の基準面からの永久窪みの深さを読み取る。ビッカース硬さやブリネル硬さと違い、深さを読むだけなので簡便かつ素早く行えるのが特徴である。

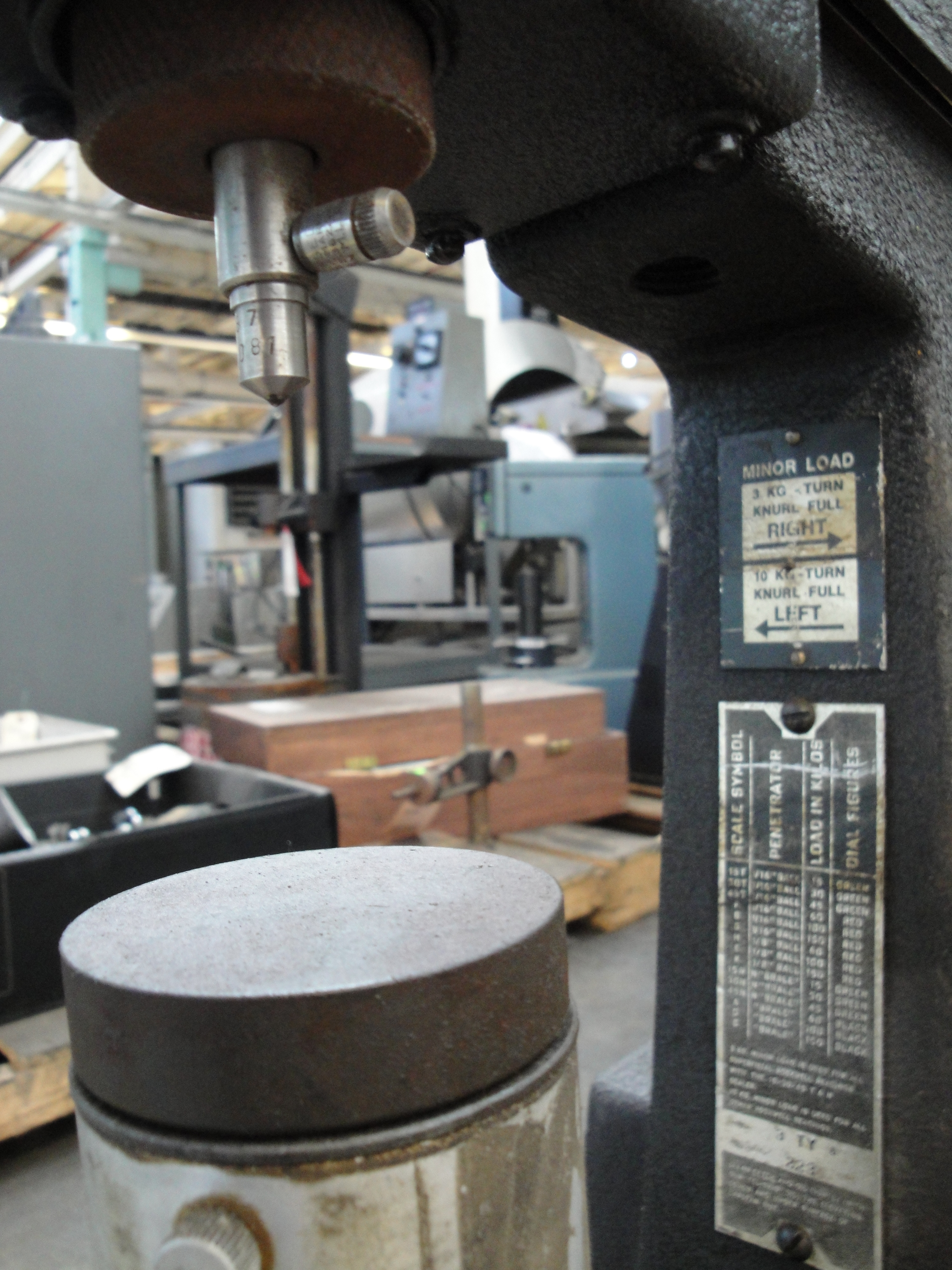
圧子とアンビル

通常のロックウェル硬さは、圧子の種類は先端半径0.2 mmかつ先端角120度のダイヤモンド円錐と1/16インチの鋼球を使う方法があり、さらに試験荷重F1 は60 kgf・100 kgf・150 kgfとの3種類、合計6種類が使われる。基本荷重F0 はどれも10 kgfが使われる。
ロックウェル硬さの計算式は以下である。
{\displaystyle HR=a-b\cdot h}
a , b はそれぞれのスケールごとに決められた値、h は基準面からの永久深さ（mm）である。HRA、HRD、HRCのときa = 100、それ以外のときa = 130、どちらの場合もb = 500である。
例えば、鋼の硬さを測る時によく使われるロックウェル試験法として、先端半径0.2 mmかつ先端角120度のダイヤモンド円錐を使い150 kgfの力をかけるHRCと、1/16インチ（1.5875 mm）鋼球を使い100 kgfの力をかけるHRBがある。この場合、式は以下のようになる。
{\displaystyle HRC=100-500h}
{\displaystyle HRB=130-500h}
どのスケールを使うかは必要に応じて決める。比較的柔らかい材料にはHRBを使い、HRBでは数値が100を超えるような時、HRCを使う。概ね、HRBは0から100の間で、HRCは0から70の間で使われる。
さらに基準荷重F0 を3 kgfで、試験荷重を15 kgf・30 kgf・45 kgfで行うロックウェル硬さ試験を、ロックウェルスーパーフィシャル硬さ（Rockwell superficial hardness）と呼ぶ。ロックウェルスーパーフィシャル硬さは、通常のロックウェル硬さ試験では荷重が強すぎてしまう、薄板の硬さ試験によく使われる。
ロックウェルスーパーフィシャル硬さの計算式は
{\displaystyle HR=100-1000h}
で表される。

### 長所と短所
長所
- 結果の意味がわかりやすい
- 光学機器などを使用しないため費用対効果に優れている
- 試験の前後に試料の再加工や仕上げが必要になることもない

短所
- 試験面のわずかな圧痕でも、測定値に大きな誤りが出る可能性がある
- 圧子は時間が経つと不正確になる

## ロックウェル硬さスケール測定条件表
| スケール | 圧子                      | 試験荷重 | スケール | 圧子      | 試験荷重 | スケール | 圧子     | 試験荷重 |
| C        | 120°ダイアモンド 円錐圧子 | 150 kg   | G        | 1/16"鋼球 | 150 kg   | M        | 1/4"鋼球 | 100 kg   |
| D        | 120°ダイアモンド 円錐圧子 | 100 kg   | B        | 1/16"鋼球 | 100 kg   | R        | 1/2"鋼球 | 60 kg    |
| A        | 120°ダイアモンド 円錐圧子 | 60 kg    | F        | 1/16"鋼球 | 60 kg    | H        | 1/8"鋼球 | 60 kg    |
|          |                           |          |          |           |          | E        | 1/8"鋼球 | 100 kg   |